# Direkt termő szőlőfajták

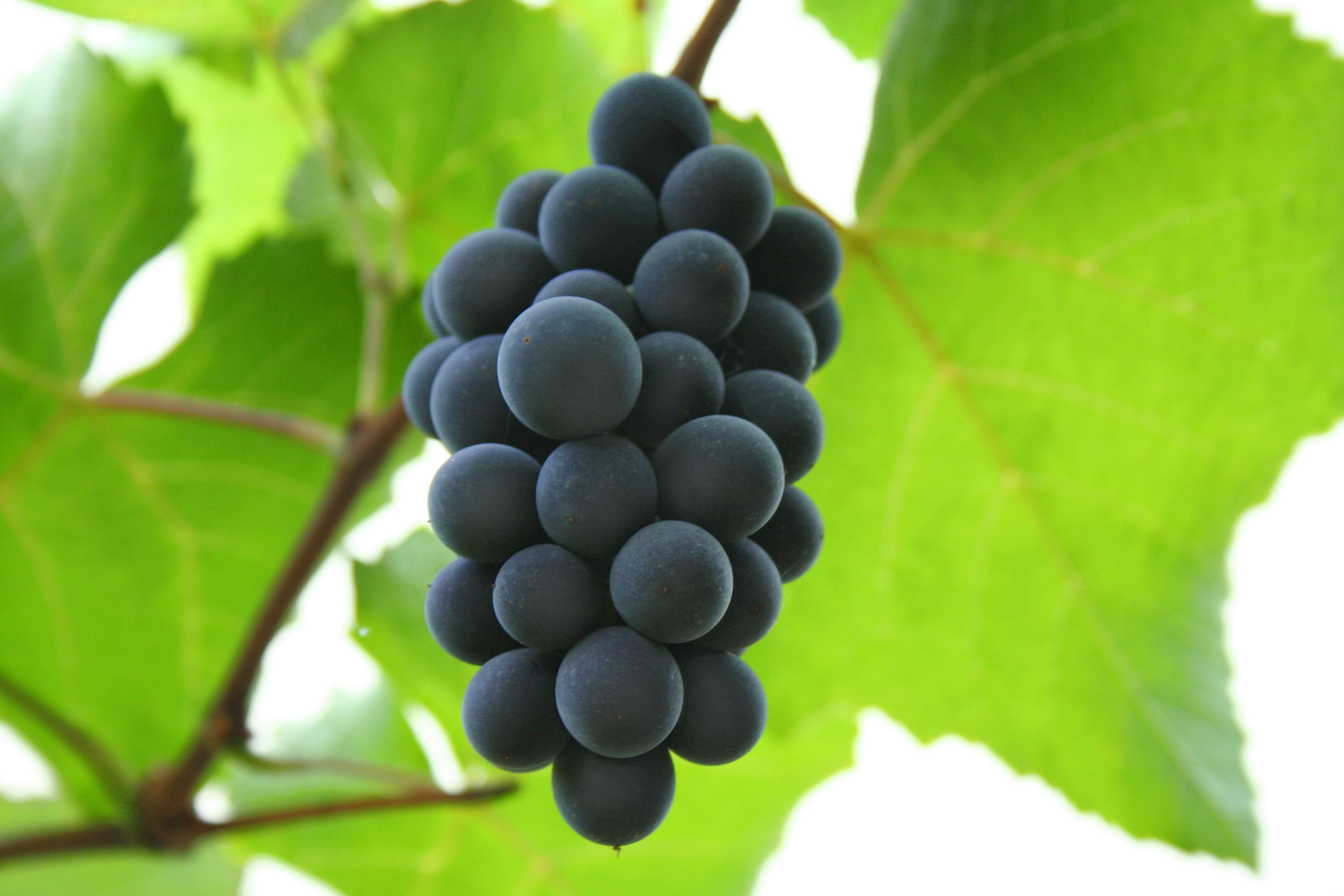
Izabella szőlő direkt termő, áthatóan Vitis labrusca (rókaszőlő) ízű és illatú szőlőfajta

A direkt termő szőlőfajták (vagy közvetlenül termő szőlőfajták) olyan – keresztezésből származó – fajták, melyek oltatlanul (saját gyökerükön) is ehető, illetve bornak feldolgozható gyümölcsöt teremnek, mivel – bár általánosságban elmondható, hogy a minőség kárára, de – gyökerük a filoxérának (szőlőgyökértetű), levélzetük és termésük pedig a gombaféléknek többé-kevésbé ellenáll.
Részben a Vitis labrusca, részben az amerikai és az eurázsiai szőlők keresztezéséből származó fajták tartoznak ide: Noah, Izabella, Elvira, Othello, Delavári, Jacquez, Clinton, Herbemont, Lydia. A betegségeknek ellenálló szőlőfajták nemesítését az indokolta, hogy a második világháború utáni szőlőmonográfiai felmérések szerint a direkt termő szőlőfajták telepített területe Magyarországon elérte már azt a mennyiséget, ami nagymértékben rontotta a magyar bor külkereskedelmi hitelét. Szőlő szaporítása történhet generatív úton magról és növényi résszel vegetatív úton, ami a köztermesztésben alkalmazott szaporítási mód.

## Kockázati tényezők
A nemesített fajtákhoz képest silányabb minőségű bor készíthető a direkttermő fajtákból, sőt a borkészítés során egészségre ártalmas anyagok (metilalkohol) is keletkeznek, de az ilyen borok egészségkárosító hatásaival kapcsolatban megoszlanak a vélemények. Fontos megjegyezni azonban, hogy a mérgező hatás halmozva jelentkezik, a kisebb mennyiségű, de folyamatos fogyasztás károsíthatja az idegrendszert.

## Törvényi szabályozás
Az EU-s jogszabályok, illetve az ezekkel jogharmonizált magyar törvényi szabályozás is kimondja hogy borszőlőként nem sorolhatóak osztályba a direkttermő fajták (Noah, Othello, Isabella, Jacquez, Clinton, Herbemont, Delaware, Elvira, Zamfira). Direkttermő fajtákkal szőlőt telepíteni, illetve meglévő szőlőt pótolni, felújítani vagy újratelepíteni tilos. E fajták terméséből készült bor nem hozható forgalomba.